# Monty McCutchen

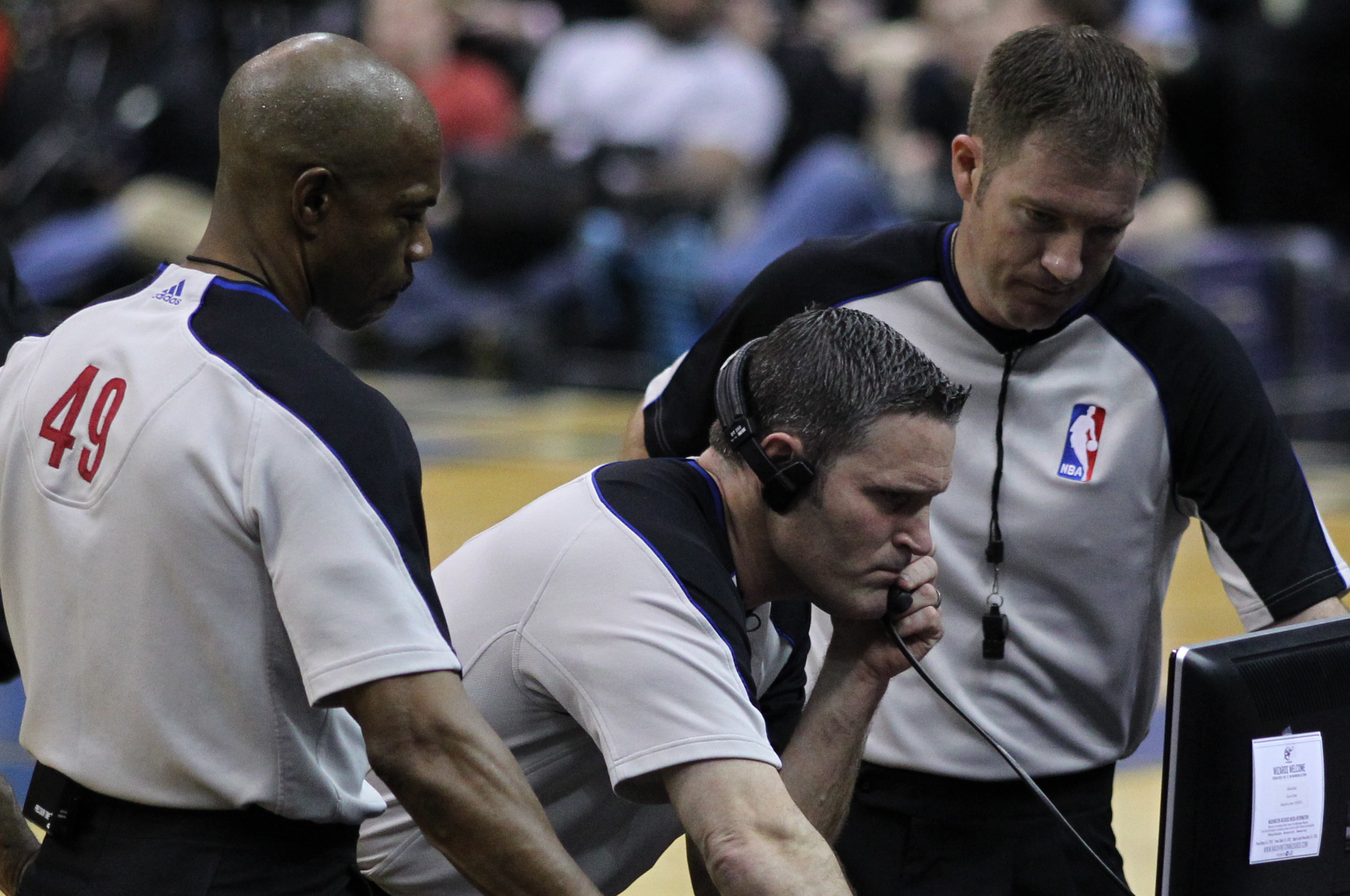
Monty McCutchen (Mitte) mit Tom Washington (links) mit und Brent Barnaky (rechts) im März 2011

Monty McCutchen (* 14. Februar 1966 in San Angelo, Texas) ist ein ehemaliger US-amerikanischer Schiedsrichter im Basketball, der von der Saison NBA 1993/94 bis zur Saison NBA 2017/18 in der NBA tätig war. Er trug die Uniform mit der Nummer 13.

## Karriere

### National Basketball Association
McCutchen begann im Jahr 1993 seine NBA-Schiedsrichterlaufbahn beim Spiel der Minnesota Timberwolves gegen die Dallas Mavericks. Sein letztes Spiel, die Minnesota Timberwolves gegen die Sacramento Kings, leitete er im Dezember 2017.
Nach seiner aktiven Schiedsrichterkarriere nahm er den Posten des Head of Referee Training & Development der NBA an.